# São José do Jacuípe
São José do Jacuípe é um município brasileiro do estado da Bahia.

## História
O território que compõem a contemporâneo município de São José do Jacuípe foi originariamente povoado por diversas etnias indígenas, com destaque para os povos genericamente denominados de tapuias e cariris. Com a invasão portuguesa nos territórios indígenas no interior do Nordeste, houve a expansão dos domínios dos proprietários "curraleiros" com destaque para a família dos descendentes do latifundiário "Garcia d'Ávila", família que viria ser conhecida historicamente como a Casa da Torre.
Os povos indígenas que viviam neste território foram expulsos da terra que tradicionalmente ocupavam, deslocando-se para outras regiões para sobreviver. Assim, os indígenas remanescentes acabaram sendo aldeados entre os séculos XVII e XVIII nas Missões religiosas do Sahy (Senhor do Bonfim da Tapera), de São Francisco Xavier (atual Jacobina Velha) e de Bom Jesus da Glória de Jacobina (Santo Antônio de Jacobina).
A concentração da população indígena remanescente em aldeamentos missionários e a expulsão dos indígenas que se recusaram a se aldearem nas missões religiosas contribuíram para um despovoamento da região entre os séculos XVII e XIX, condições que viabilizaram o estabelecimento de propriedades latifundiárias de grandes proporções, como ocorreu com a sesmaria doada à família da Casa da Torre, território que era ignorado pelas instituições governamentais do período colonial e do Império, o que explica a ausência do estado nessa região por séculos.
Na década de 1870, em pleno o século XIX, ainda durante o período imperial da história do Brasil, de acordo com a história oral, estabeleceu-se na região que formaria o município de São José do Jacuípe uma propriedade rural denominada Fazenda São José, cujo dono seria o Honorato de Oliveira Barros, fazendeiro que criou um núcleo populacional reunindo seus familiares que deu origem ao povoado de São José que seria o embrião do sítio urbano da contemporânea cidade de São José do Jacuípe.
Em 1896, com a morte de Honorato Barros, a liderança política local passa a ser exercida por Joviniano Vilas Boas, conhecido na comunidade como "Capitão Senhorzinho", o qual teria atuado de modo a viabilizar a construção de uma igreja e de um cruzeiro no povoado.
Em 1900, São José do Jacuípe sofre os efeitos de uma grande seca que atingiu a região que resultou em mortes, fome e deslocamentos forçados. Os efeitos dessa estiagem somente foram controlados após uma enchente no rio Jacuípe ocorrida em 1911.
A grande seca (conhecida popularmente como a "Seca de 30") que atingiu o Nordeste brasileiro na década de 1930 impactou fortemente a região em 1932. A população local amenizou a fome se alimentando com o "brou", uma farinha produzida com as cascas do tronco do ouricurizeiro.
Em 1949, foi construído o primeiro prédio escolar na povoação de São José que recebeu o nome de Escola Apiano Félix Vilaronga.
Na década de 1950, o povoado passou a ser um distrito policial que se tornaria três anos depois, em 1955, uma vila. No final desta década, em 1959, a população da Vila de São José começou a ter acesso à energia por meio da luz produzida por motores movidos por combustíveis ("gerador"). Esta foi a única fonte de energia na vila por duas décadas até que o Governo do Estado da Bahia implantasse a energia elétrica em 1979, o que contribuiu para o desenvolvimento da localidade de São José.

## Emancipação política do município
Na década de 1980, com o fim da ditadura militar e a promulgação da Constituição Federal de 1988, as reivindicações da população de Ouro Branco passaram a ser mais escutadas pelas autoridades políticas instituídas com a redemocratização do Brasil, o que levou a Assembléia Legislativa da Bahia a decidir emancipar politicamente a localidade.
Em 14 de março de 1989, foi realizado na vila de São José um plebiscito para decidir sobre a emancipação da localidade, tendo a comunidade decidido à favor desta separação. Assim, esse distrito acabou sendo desmembrado do município de Capim Grosso em 13 de Junho de 1989 para formar o município de São José do Jacuípe, lei sancionada pelo governador Nilo Coelho.
Após a promulgação da lei de emancipação, no dia 3 de outubro de 1989, realizou-se a primeira eleição municipal em que dois candidatos (Adalberto Barberino Vilas Boas e Laurentino Romão da Silva) disputaram o cargo de prefeito do município. Descendente do "Capitão Senhorzinho", Adalberto Vilas Boas acabou sendo eleito o primeiro prefeito de São José do Jacuípe, assumindo o cargo em 1990.

## Geografia
São José do Jacuípe está situado na região do semiárido do estado da Bahia" em uma área muito castigada pela estiagem, entre os municípios de Capim Grosso e Várzea da Roça.
Está situado a 262 km de Salvador, e sua área é de 369,23 km². Abriga em seu território a Barragem de São José do Jacuípe ", a qual poderia dar um grande impulso ao desenvolvimento da agropecuária do município. No entanto, esse importante recurso hídrico ainda não foi devidamente explorado.

## Organização Político-Administrativa
O município de São José do Jacuípe possui uma estrutura político-administrativa composta pelo Poder Executivo, chefiado por um prefeito eleito por sufrágio universal, o qual é auxiliado diretamente por secretários municipais nomeados por ele, e pelo Poder Legislativo, institucionalizado pela Câmara Municipal de São José do Jacuípe, órgão colegiado de representação dos munícipes que é composto por vereadores também eleitos por sufrágio universal.

### Atuais autoridades municipais de São José do Jacuípe
- Prefeito: Alberlan Peris Moreira da Cunha - PP (2021/-)[13]
- Vice-prefeito: Jose Robson Vilas Boas Rios - PP (2021/-)[13]